# Asteriks na igrzyskach olimpijskich
Asteriks na igrzyskach olimpijskich (fr. Astérix aux Jeux olympiques) – dwunasty album komiksu o przygodach Gala Asteriksa autorstwa René Goscinnego (scenariusz) i Alberta Uderzo (rysunki).
Komiks ukazywał się początkowo w odcinkach, na łamach francuskiego czasopisma Pilote, w 1968 r. (w związku z X Zimowymi Igrzyskami Olimpijskimi we francuskim Grenoble). W tym samym roku został wydany w formie albumu.
Pierwsze polskie wydanie (w tłumaczeniu Jolanty Sztuczyńskiej) pochodzi z 1993 r.
Na czerwiec 2024 r. zapowiedziano premierę albumu Asteriks na szpilach ôlimpijskich - tłumaczenia na śląski autorstwa Grzegorza Buchalika.

## Fabuła
Asterix i Obelix postanawiają wziąć udział w igrzyskach, odbywających się w Olimpii. Pod naciskiem Cezara mogą brać w nich udział nie tylko Hellenowie, ale także Rzymianie. Galowie, jako mieszkańcy terytoriów podbitych przez Rzym, nie widzą przeszkód, by sami również uczestniczyć w zawodach. Są także przekonani, że napój magiczny Panoramiksa zapewni im łatwe zwycięstwo. Gdy jednak przybywają do Grecji, dowiadują się, że korzystanie z podobnych eliksirów jest zabronione. Sytuację może uratować jedynie podstęp Galów.

## Nawiązania
- komiks wyśmiewa praktykę stosowania dopingu na wydarzeniach sportowych[2];
- na reliefie, znajdującym się w wiosce olimpijskiej, znajdują się dwie postacie, ujarzmiające byka – karykatury Goscinnego i Uderzo[6].